# حارة بير الشاوش (صنعاء)
حارة بير الشاوش هي إحدى حارات حي شعوب بمديرية شعوب إحد مديريات العاصمة اليمنية صنعاء، بلغ تعداد سكانها 1478 نسمة حسب تعداد اليمن لعام 2004.